# Wyryki (gmina)
Wyryki – gmina wiejska w województwie lubelskim, w powiecie włodawskim. W latach 1975–1998 gmina położona była w województwie chełmskim.
Siedzibą gminy jest miejscowość Wyryki-Połód.
1 stycznia 2008 gminę zamieszkiwało 2761 osób (dane zebrane przez przedstawicieli Głównego Urzędu Statystycznego).
Gmina Wyryki jest najrzadziej zaludnioną gminą województwa lubelskiego (tylko 13 osób/km²).

## Struktura powierzchni
Według danych z roku 2002 gmina Wyryki ma obszar 219,52 km², w tym:
- użytki rolne: 39%
- użytki leśne: 54%

Gmina stanowi 17,47% powierzchni powiatu.

## Demografia

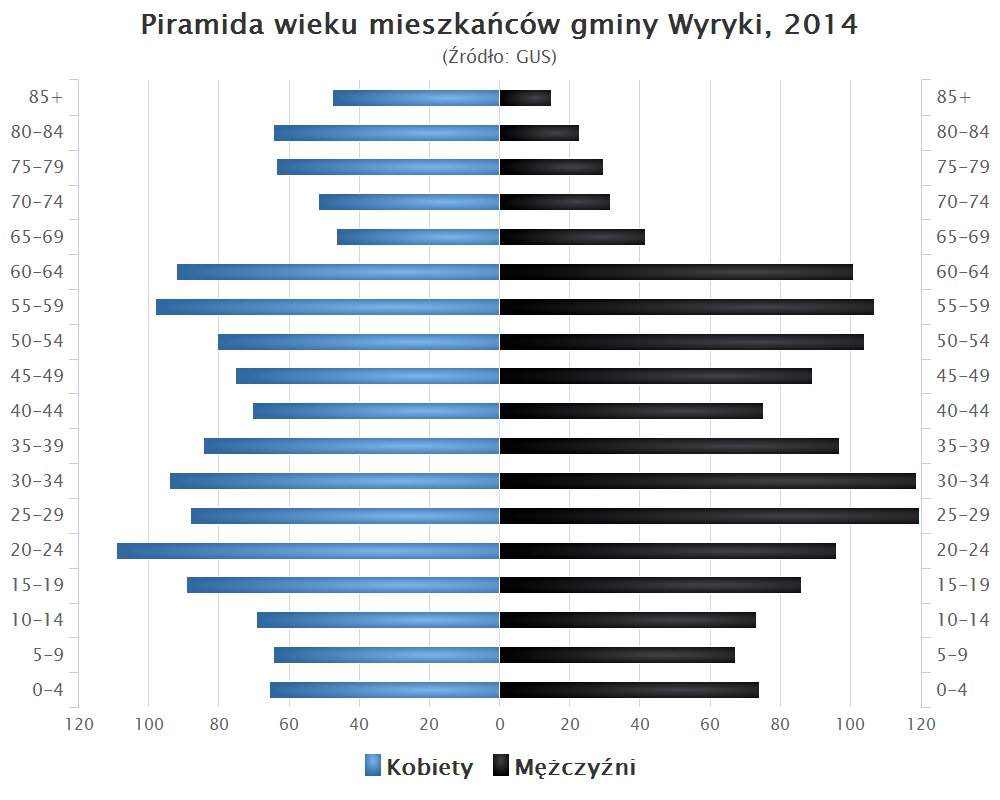
Piramida wieku mieszkańców gminy Wyryki w 2014 roku

Dane z 31 grudnia 2017 roku:
| Opis                              | Ogółem | Ogółem | Kobiety | Kobiety | Mężczyźni | Mężczyźni |
| --------------------------------- | ------ | ------ | ------- | ------- | --------- | --------- |
| jednostka                         | osób   | %      | osób    | %       | osób      | %         |
| populacja                         | 2 612  | 100    | 1 285   | 49,2    | 1 327     | 50,8      |
| gęstość zaludnienia (mieszk./km²) | 12     | 12     | 5       | 5       | 7         | 7         |

## Sołectwa
Adampol, Horostyta, Horostyta-Kolonia, Ignaców, Kaplonosy, Kaplonosy-Kolonia, Krzywowierzba, Lipówka, Lubień, Suchawa, Wyryki-Adampol, Wyryki-Kolonia, Wyryki-Połód, Wyryki-Wola, Zahajki, Zahajki-Kolonia:.

## Pozostałe miejscowości
Miejscowości podstawowe, które należą do sołectw w innych miejscowościach:
Adampol (kolonia), Adampol (osada leśna), Dobropol, Krukowo.

## Sąsiednie gminy
Dębowa Kłoda, Hanna, Hańsk, Podedwórze, Sosnówka, Stary Brus, Włodawa, m. Włodawa